# Provinciale weg 325
De provinciale weg 325 loopt van Arnhem naar de Duitse grens bij Nijmegen en heeft zijn oorsprong in rijksweg 52, de voormalige A52. Deze is in 1993 overgedragen aan de provincie Gelderland, en vervolgens omgenummerd in A/N325. 
Aan de autosnelweg Rijksweg 52 werd al tijdens de Tweede Wereldoorlog gewerkt.

## Pleijroute
De autoweg N325 loopt vanaf Knooppunt Velperbroek (A12) naar het Nijmeegseplein in Arnhem-Zuid. De naam voor dit tracé, een belangrijke ontsluitingsweg in het Knooppunt Arnhem-Nijmegen (KAN), is de Pleijroute of Pleijweg.
De in 1987 geopende Andrej Sacharovbrug over de Nederrijn verbindt Arnhem-Noord en -Zuid met elkaar. Over de brug liggen op beide rijbanen twee rijstroken zonder vluchtstrook. Aan de stadszijde van de brug is tevens een fietspad aangebracht.
Langs de route ligt ook het Fort Westervoort. De Pleijweg passeert dit fort rakelings.
Op de Pleijweg geldt vanwege milieu- en geluidsnormen sinds 2007 een maximumsnelheid van 80 kilometer per uur. Door de aanleg van de Pleijweg is de verkeersdruk in het centrum van Arnhem, over de twee bestaande Rijnbruggen, de John Frostbrug en de Nelson Mandelabrug, enorm afgenomen. Met de Westtangent zou een complete ring rond Arnhem ontstaan.

## A325
Thans loopt de A325 vanaf het Arnhemse Nijmeegseplein tot het Knooppunt Ressen. Tot aan de aanleg van een gelijkvloerse kruising bij Lent-Visveld liep de autosnelweg door tot aan de aansluiting Lent-West. De A325 is sinds 2015 een autosnelweg met een maximumsnelheid van 120 km/u tussen 19.00 en 06.00 uur. Overdag is de snelheidslimiet 100 km/u.

## N325 Nijmegen
Tussen knooppunt Ressen en het Keizer Traianusplein in Nijmegen heet de weg N325. Dit gedeelte van de weg is eigendom van de gemeente Nijmegen. De 
Tussen knooppunt Ressen en Lent is een "ovatonde" verrezen: een hooggelegen verkeersplein dat de N325 moet verbinden met de nieuwe woonwijken in de Waalsprong. In 2009 is men begonnen deze weg af te waarderen tot stadsweg. De maximumsnelheid is nu beperkt tot 50 km/u, waarbij de weg nog 2x2 rijstroken heeft. Om de doorstroming verder te beperken, zodat het verkeer minder snel vastloopt in de stad zelf is de ongelijkvloerse kruising bij Lent ("Lentse lus") gesloopt en vervangen door een kruising met verkeerslichten. Eventuele files komen buiten de bebouwde kom te staan. Hierdoor neemt de geluidsoverlast en luchtvervuiling af, waardoor de gemeente de gronden naast de voormalige snelweg kan benutten voor woningbouw.
Vanaf de ovatonde (Keizer Augustusplein genaamd) gaat de weg verder als Prins Mauritssingel (N325) en is een vierstrooks autoweg tot de uit 1936 stammende Waalbrug bij het centrum van Nijmegen. Aan weerszijden van de autoweg, op de plaats waar voorheen de vluchtstrook lag, is een busbaan gecreëerd. Op de Waalbrug zelf is alleen stad-inwaarts een busbaan aanwezig.
Op het Keizer Traianusplein biedt de N326 een verbinding met de westelijke stadsdelen van Nijmegen. Het Keizer Traianusplein zelf hoort bij de gemeente Nijmegen. Direct na het Keizer Traianusplein, richting Beek-Ubbergen en Duitsland, eindigt het gemeentelijke deel van de weg

## N325
Vanaf het Keizer Traianusplein is de N325 weer een provinciale weg. De weg voert langs de zuidwestrand van de Ooijpolder via Beek in de richting van de stad Kleef in Duitsland. Dit stuk van de N325 heet Nieuwe Ubbergseweg. De Ubbergseweg loopt hier parallel.
Aan de grens gaat de weg over in Bundesstraße 9. Dit gedeelte maakt deel uit van de historische Route impériale 86 (na 1824 de Franse N68) tussen Nijmegen en het Zwitserse Basel.

## Afbeelding

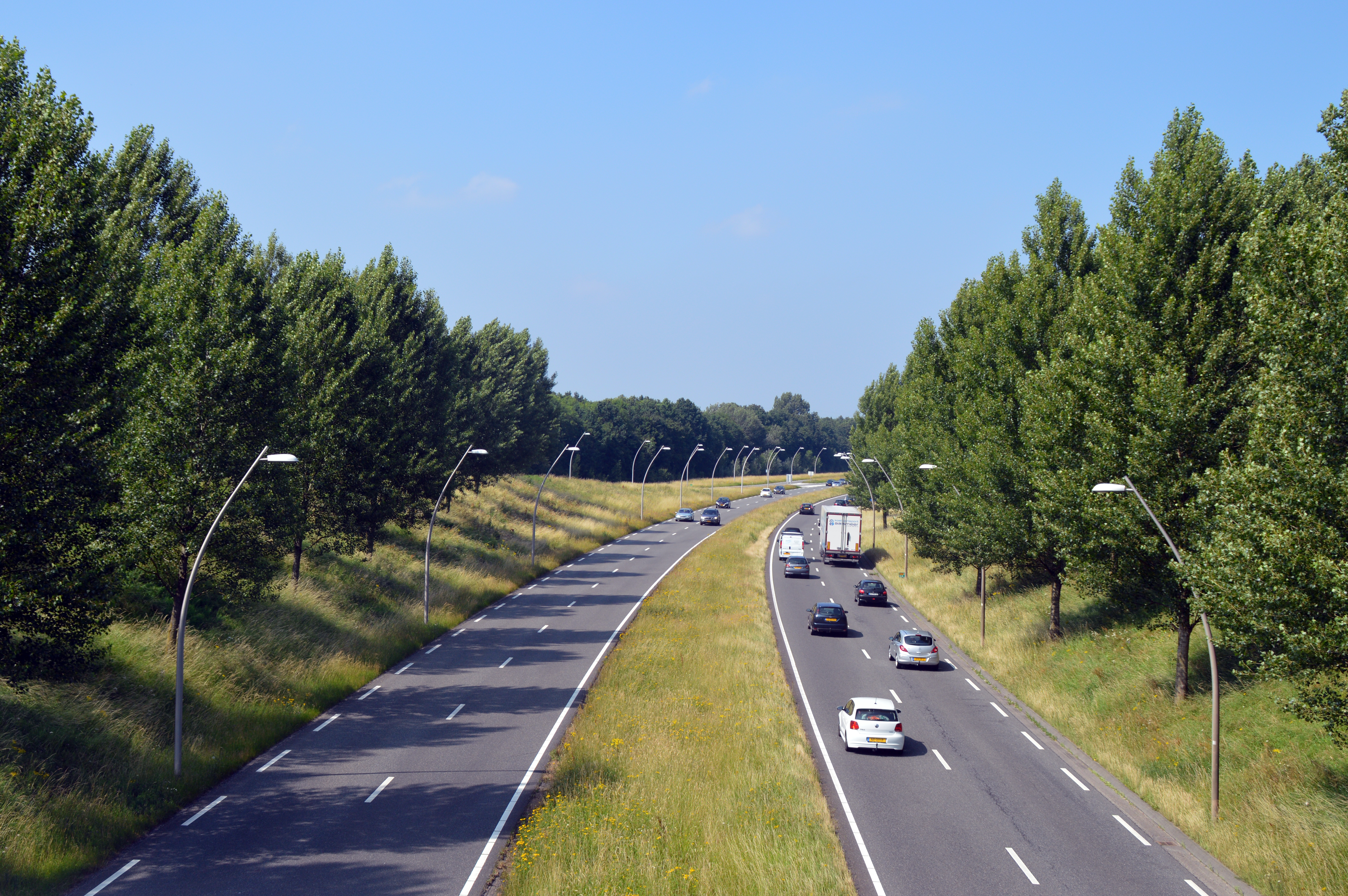
N325 ten zuiden van Knooppunt Ressen
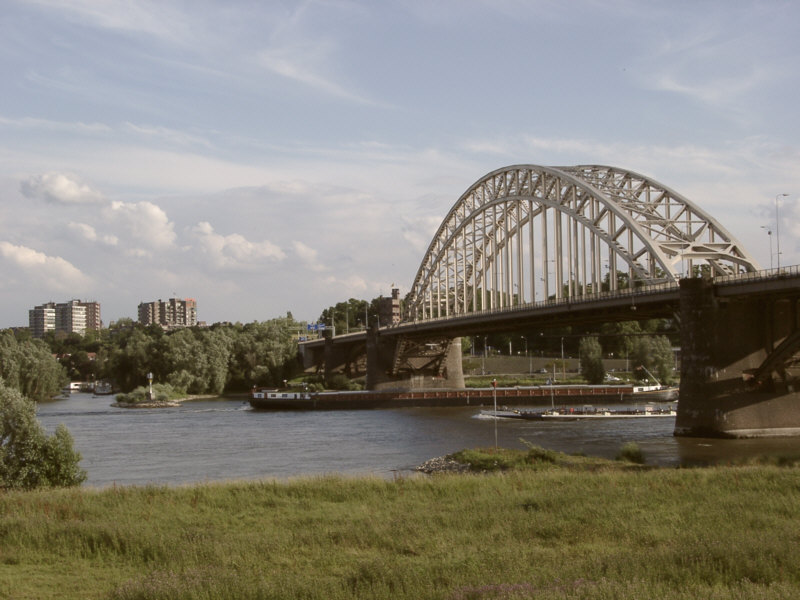
De N325 kruist de Waal met de Waalbrug in Nijmegen
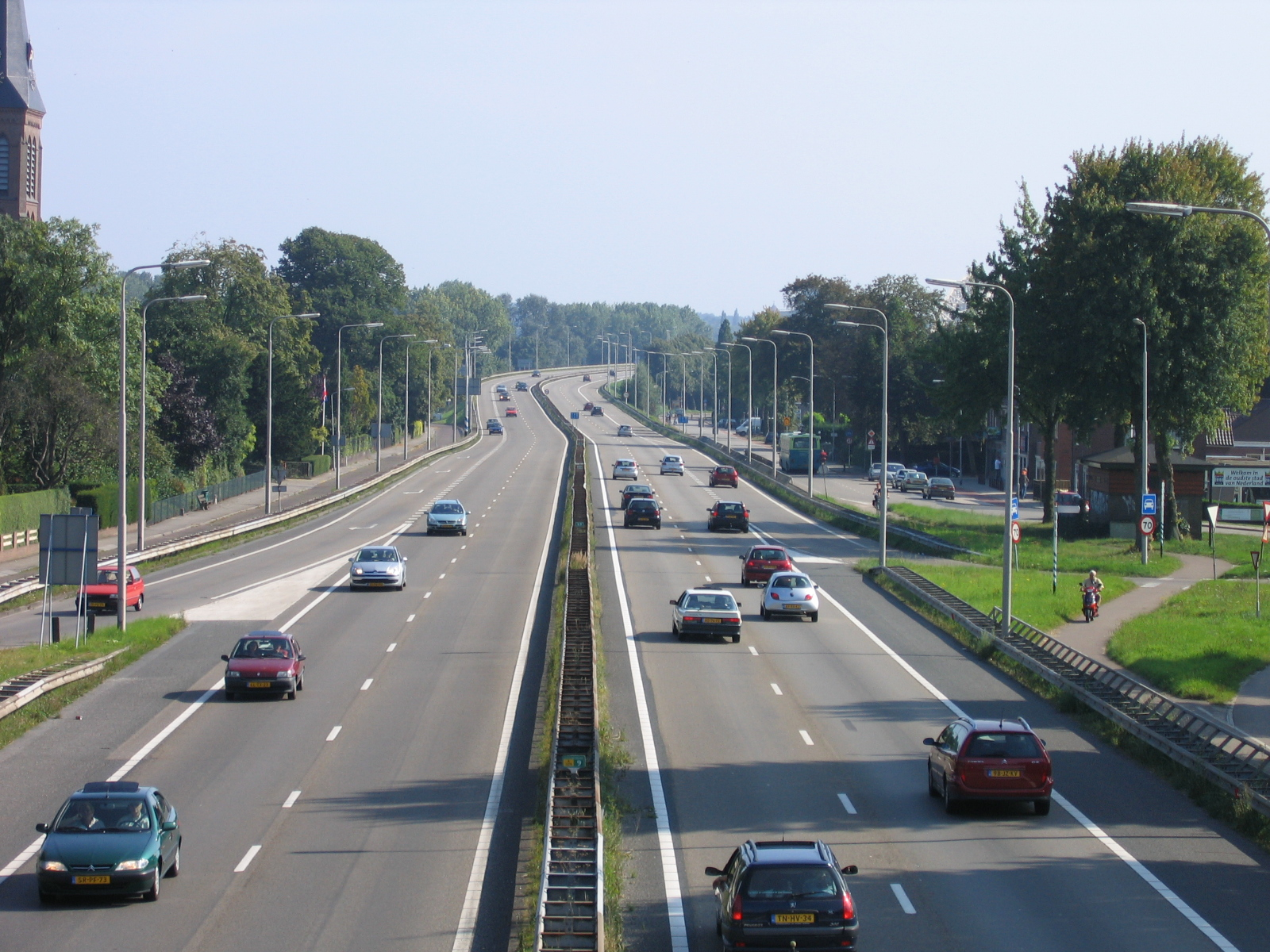
De voormalige A325 in Lent, gezien in de richting van Nijmegen.
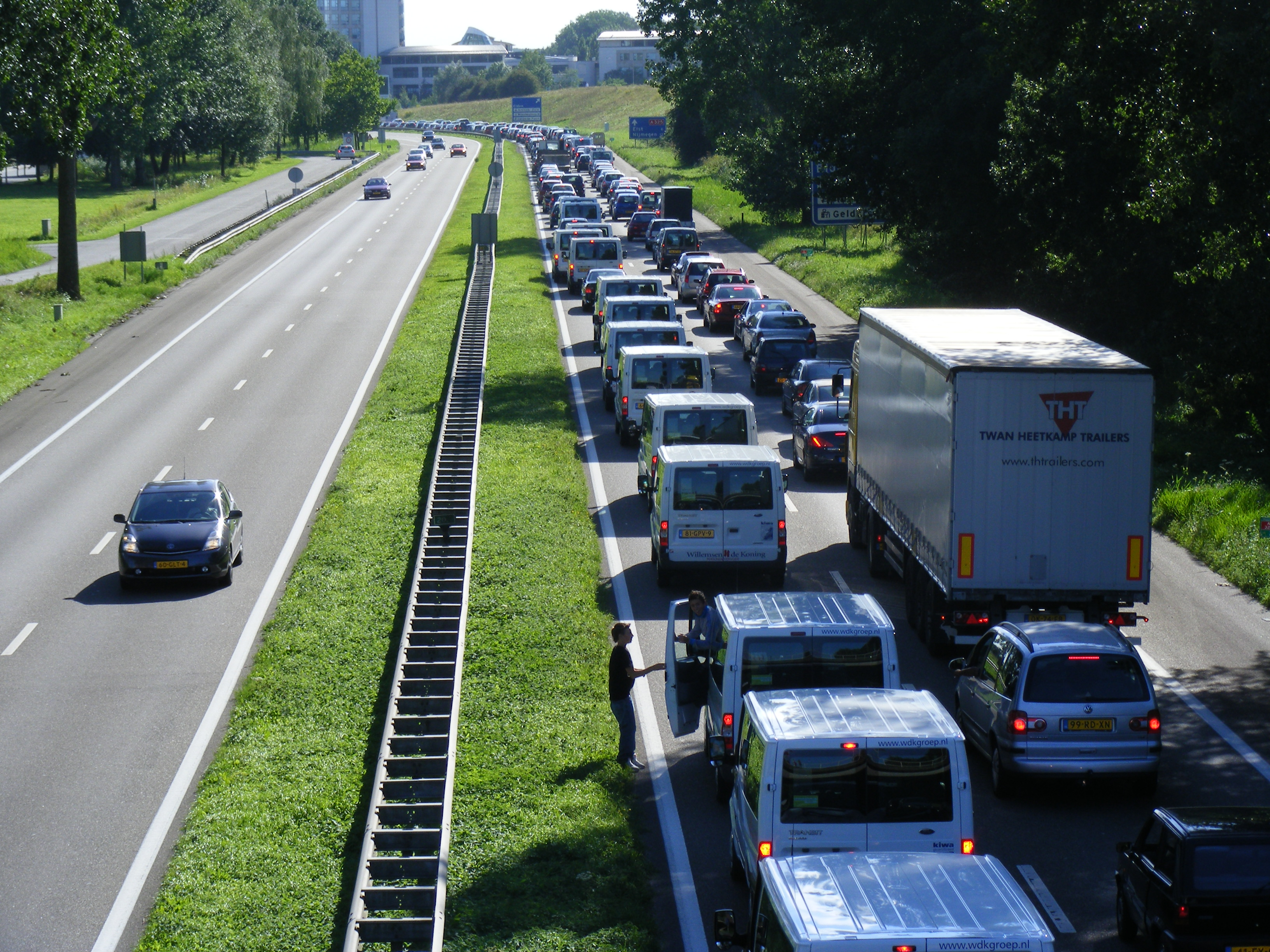
File op de A325

N23 · N34 · N224 · N225 · N229 · N233 · N271 · N301 · N302 · N303 · N304 · N305 · N306 · N307 · N308 · N309 · N310 · N311 · N312 · N313 · N314 · N315 · N316 · N317 · N318 · N319 · N320 · N322 · N323 · N324 · N325/A325 · N326/A326 · N327 · N329 · N330 · N331 · N332 · N333 · N334 · N335 · N336 · N337 · N338 · N339 · N340 · N341 · N342 · N343 · N344 · N345 · N346 · N347 · N348/A348 · N349 · N350 · N351 · N352 · N375 · N377

N418 · N701 · N702 · N703 · N704 · N705 · N706 · N707 · N708 · N709 · N710 · N711 · N712 · N713 · N714 · N715 · N716 · N717 · N718 · N719 · N720 · N727 · N731 · N732 · N733 · N734 · N735 · N736 · N737 · N738 · N739 · N740 · N741 · N742 · N743 · N744 · N745 · N746 · N747 · N748 · N749 · N750 · N751 · N752 · N753 · N754 · N755 · N756 · N757 · N758 · N759 · N760 · N761 · N762 · N763 · N764 · N765 · N766 · N768 · N781 · N782 · N783 · N784 · N785 · N786 · N787 · N788 · N789 · N790 · N791 · N792 · N793 · N794 · N795 · N796 · N797 · N798 · N800 · N801 · N802 · N803 · N804 · N805 · N806 · N810 · N811 · N812 · N813 · N814 · N815 · N816 · N817 · N818 · N819 · N820 · N821 · N822 · N823 · N824 · N825 · N826 · N827 · N830 · N831 · N832 · N833 · N834 · N835 · N836 · N837 · N838 · N839 · N840 · N841 · N842 · N843 · N844 · N845 · N846 · N847 · N848 · N852 · N855

Cursief vermelde wegen zijn voormalige provinciale wegen.
Richting Arnhem: Hogewei
Richting Nijmegen: Kempke